# Garganus
Garganus is een geslacht van wantsen uit de familie van de Miridae (Blindwantsen). Het geslacht werd voor het eerst wetenschappelijk beschreven door Carl Stål in 1862.

## Soorten
Het genus bevat de volgende soorten:

- Garganus albidivittis Stål, 1862
- Garganus andinus Carvalho, 1992
- Garganus argentinus Carvalho & Carpintero, 1989
- Garganus diversicornis Knight & Carvalho, 1943
- Garganus fusiformis Say, 1832
- Garganus gracilentus (Stål, 1860)
- Garganus insularis Carvalho & Becker, 1957
- Garganus magnus Carvalho & Gomes, 1969
- Garganus saltensis (Berg, 1892)
- Garganus splendidus Distant, 1893
- Garganus venezuelanus Carvalho, 1992
- Garganus vilcanisensis Carvalho, 1992